# Przeciw metodzie
Przeciw metodzie (ang. Against Method) – książka Paula Feyerabenda z zakresu filozofii nauki, wydana w języku angielskim w 1975 roku. Autor formułuje w niej stanowisko, które sam nazywa anarchizmem metodologicznym lub – w węższym sensie – kontrindukcjonizmem. Jego podstawowym postulatem jest zasada anything goes w sensie „nic świętego”, „wszystko ujdzie/przejdzie”, „wszystko wolno”, „wszystko jest dopuszczalne”, „rób, co chcesz” .

## Geneza
W latach 70. XX wieku Paul Feyerabend prowadził wykłady m.in. w Londynie, Berlinie, Yale i Berkeley. W latach 1972 i 1974 był profesorem wizytującym na Uniwersytecie w Auckland, rozważając nawet osiedlenie się w Nowej Zelandii, choć trudno to było pogodzić z jego mobilnym trybem życia .
W 1970 roku opublikował artykuł Against Method: Outline of an Anarchistic Theory of Knowledge, w którym ostro skrytykował obowiązujące koncepcje metodologii nauki. Tekst miał być częścią wspólnej publikacji z Imrem Lakatosem, zatytułowanej For and Against Method, w której Lakatos miał bronić stanowiska racjonalistycznego, a Feyerabend – wystąpić przeciwko niemu. Do współpracy jednak nie doszło z powodu śmierci Lakatosa w 1974 roku .
Jesienią 1974 roku Feyerabend wykładał na Uniwersytecie Sussex. Pomimo problemów zdrowotnych przyciągał tłumy słuchaczy, podejmując tematy przekraczające granice akademickich dyscyplin. Jego wykłady pełne były energii, prowokacji i krytyki wobec dogmatów nauki. Wśród studentów zapisały się w pamięci jako doświadczenie intelektualne o dużej sile oddziaływania. W związku z pogarszającym się zdrowiem Feyerabend skorzystał z usług uzdrowiciela, co uznał za dowód nieskuteczności medycyny akademickiej i potencjału terapii tradycyjnych. Doświadczenie to wzmocniło jego krytycyzm wobec naukowych autorytetów .

## Publikacja
Zamiast planowanej z Lakatosem książki Feyerabend w 1975 roku opublikował Przeciw metodzie – dzieło złożone z wcześniej publikowanych tekstów, uzupełnionych i zaostrzonych stylistycznie. Książka zawierała analizę przejścia od kosmologii geocentrycznej do heliocentrycznej i argumentowała przeciwko istnieniu uniwersalnych zasad metodologii naukowej .
W swoim dziele Feyerabend twierdził, że nie istnieją bezwyjątkowe reguły rządzące postępem nauki, a każda skuteczna metoda jest zależna od kontekstu. Uważał, że rozwój nauki opiera się na czynnikach społecznych, estetycznych i osobistych, a nie na regułach racjonalizmu. Hasło „wszystko wolno” miało oddawać złożoność i nieprzewidywalność procesu poznawczego. Krytykował pozytywizm logiczny, racjonalizm Poppera i programy badawcze Lakatosa jako teorie ograniczające rozwój nauki. Zarzucał im nieadekwatność wobec rzeczywistej praktyki badawczej i ukryte wartościowanie, które czyniło je formą zakamuflowanego anarchizmu .

## Samokrytyka
Po latach Feyerabend przyznał, że pisząc Przeciw metodzie, chciał uwolnić ludzi od tyranii abstrakcyjnych pojęć, takich jak „prawda” czy „obiektywność”. W ich miejsce nieświadomie wprowadził jednak nowe kategorie, równie ograniczające – „demokrację”, „tradycję” czy „prawdę względną”. Zwracał uwagę na niebezpieczeństwo nadmiernej systematyzacji własnych poglądów .